# 杨岳 (东汉)
楊岳（2世纪—3世纪），東漢末年天水冀人，為涼州參軍楊阜之從弟。

## 生平
建安十七年（212年），馬超舉兵造反，楊岳於冀城上作偃月營，堅守數月而救兵未至。刺史韋康因城中饥困，不忍人民傷殘，而開城門迎馬超。馬超背棄約定，拘楊岳於冀，命令張魯手下楊昂殺韦康及汉阳郡太守。
杨阜趁丧妻之机请假离开马超，与屯历城的表兄姜叙等相约共讨马超，并派从弟杨谟去冀城告知杨岳。次年九月，杨阜、姜叙等于卤城起兵反马超。马超亲自率军出战。赵衢、梁宽等趁机解救杨岳，杀马超妻儿。
后来马超与杨阜交战，杀杨阜宗族兄弟七人，未知杨岳是否在其中。